# 수렵검

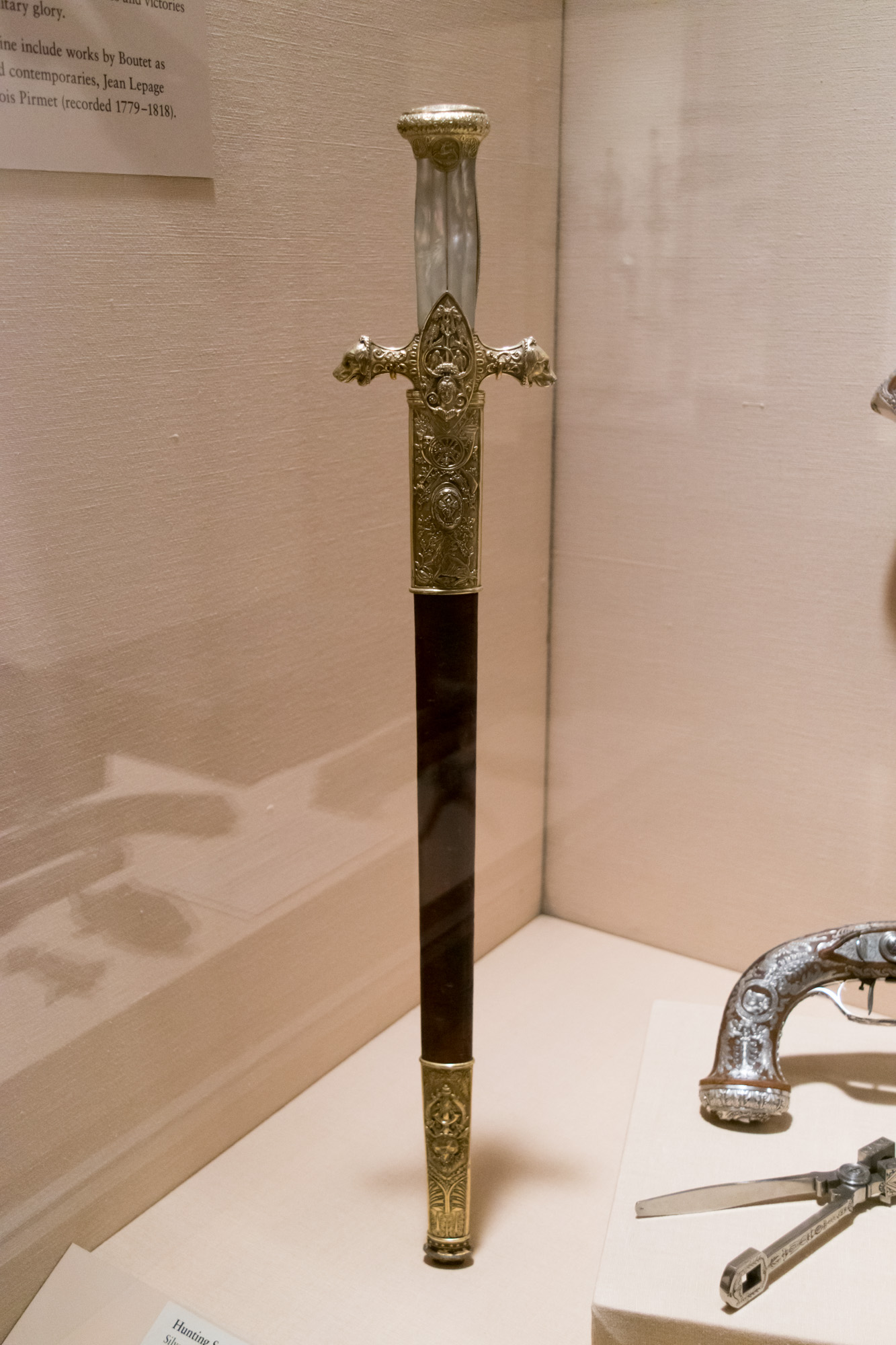
제6대 술모나 공자 돈 카밀로 보르게세의 수렵검

수렵검(狩獵劍, 독일어: Jagdschwert 야크트슈베르트[*], 영어: hunting sword 헌팅소드[*])은 유럽의 편수 외날 도검의 일종이다. 12세기경부터 발견되지만 이름처럼 수렵용으로 사용된 것은 17에서 19세기 사이이다. 수렵검은 외날 직선 도검이었으며 길이는 25 인치 이하였다. 힘이 빠진 사냥감의 숨통을 끊을 때 총알을 아끼는 대신 이 검을 사용했다. 유럽 곳곳에서 사용되었으며, 장교들이 계급의 표식으로 착용하기도 했다. 그렇기에 그 디자인이 매우 다양하다. 어떤 것은 손가락을 보호하기 위한 너클가드가 붙어있기도 했고, 어떤 것은 칼등에 톱니가 새겨진 것도 있었다. 심지어는 칼자루 속에 작은 화승식 피스톨을 설치하여 혈조를 통해 총알이 발사되도록 만든 것도 있었다.